# Mathurines
Les Mathurines, ou Dames de la Trinité, sont des religieuses de l’ordre de la Trinité. Leur congrégation a été créée en 1703 et a disparu en 1790. Leur couvent se trouvait à Paris, dans l’actuel 12e arrondissement.

## La congrégation
Cette branche de l’ordre de la Trinité doit son institution en 1703 à Suzanne Sarabat, qui avait abjuré le protestantisme. Religieuses non cloîtrées, les Mathurines se chargeaient de l’éducation et de l’instruction de jeunes-filles. Elles portaient sur leur robe noire un triangle d'argent sur un ruban bleu.

## Le couvent

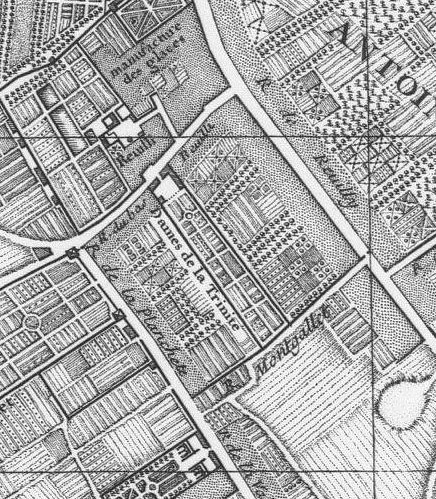
Le couvent des Dames de la Trinité « rue du bas-Reuilli » (Petite rue de Reuilly) en 1760 (plan Delagrive)

Les Mathurines s’installent à Paris, d’abord près du cloître de la collégiale Saint-Marcel avant de déménager faubourg Saint-Jacques près de l’observatoire puis, en 1707, rue du Faubourg Saint-Antoine, au niveau de l’actuel numéro 220. En 1713, elles s’installent définitivement Petite rue de Reuilly (près de  l’actuel numéro 12 de la rue Érard, au niveau de l’ancienne rue Lepeu), dans une maison appartenant à Mademoiselle Fréard de Chanteloup. Leur domaine s’agrandit progressivement jusqu'à la rue Montgallet (au niveau de l'actuel numéro 15 de la rue). Le couvent disparaît en 1790 et est remplacé par une filature puis, vers 1850, par une manufacture de papiers peints.